# Abell 2667

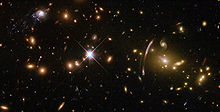
Abell 2667 do Telescópio Espacial Hubble O cometa Galaxy está no canto superior esquerdo (azul).

Abell 2667 é um aglomerado de galáxias . É um dos aglomerados de galáxias mais luminosos na banda de raios-X conhecida em um desvio para o vermelho de cerca de 0,2.
Este aglomerado é também uma conhecida lente gravitacional.
Em 2 de março de 2007, uma equipe de astrônomos relatou a detecção da Galáxia do Cometa neste aglomerado.  Esta galáxia está sendo dilacerada pelo campo gravitacional do aglomerado e ambiente hostil. A descoberta lança luz sobre o misterioso processo pelo qual galáxias em forma de espiral ricas em gás podem evoluir para galáxias irregulares ou elípticas pobres em gás ao longo de bilhões de anos.